# Rehnuciera
Rehnuciera är ett släkte av insekter. Rehnuciera ingår i familjen gräshoppor.
Kladogram enligt Catalogue of Life:
| Rehnuciera | \| \| Rehnuciera aristidei \| \| \| \| \| \| Rehnuciera elegantula \| \| \| \| \| \| Rehnuciera fuscomaculata \| \| \| \| |
|            | \| \| Rehnuciera aristidei \| \| \| \| \| \| Rehnuciera elegantula \| \| \| \| \| \| Rehnuciera fuscomaculata \| \| \| \| |
|            | Rehnuciera aristidei |
|            | |
|            | Rehnuciera elegantula |
|            | |
|            | Rehnuciera fuscomaculata                                                                                                  |
|            | |